# Elektronentemperatur
Von der Elektronentemperatur {\displaystyle T_{e}} wird in der Physik gesprochen, wenn die Bewegungsenergie eines Systems von Elektronen quantifiziert werden soll. Dabei kann fast beliebig zwischen einer Angabe der Temperatur und der Energie gewechselt werden.
Formal ist im thermodynamischen Gleichgewicht bei einer Maxwell-Boltzmann-Verteilung der Elektronen dieser Zusammenhang gegeben durch die Gleichung:
{\displaystyle {\begin{aligned}T_{e}&={\frac {2}{3}}{\frac {1}{k_{\mathrm {B} }}}E_{e}\\\Leftrightarrow E_{e}&={\frac {3}{2}}k_{\mathrm {B} }T_{e}\end{aligned}}}
mit
- der Elektronentemperatur {\displaystyle T_{e}} in Kelvin
- der Elektronenenergie {\displaystyle E_{e}} in Joule
- der Boltzmann-Konstante {\displaystyle k_{\mathrm {B} }}.

Da jeder Freiheitsgrad mit einem Faktor ½ zur Energie beiträgt, ergibt sich bei drei Freiheitsgraden die obige Formel.
Mit den drei Freiheitsgraden errechnet sich bei einer Energie von 1 eV eine entsprechende Temperatur von etwa 7736 Kelvin.
Des Weiteren kann man diese Temperatur nicht direkt mit fühlbaren Temperaturen z. B. der Luft gleichsetzen, da die Elektronen aufgrund ihrer geringen Masse wenig zur thermischen Energie beitragen.